# پرنسس نهایی دیزنی
| بررسی انتقادی | بررسی انتقادی |
| منبع          | رتبه‌بندی      |
| ------------- | ------------- |
| آل‌میوزیک      | [ ۱ ]         |

پرنسس نهایی دیزنی (به انگلیسی: Ultimate Disney Princess) یک آلبوم گردآوری‌شده سه‌دیسکی متشکل از طیف گسترده‌ای از ترانه‌های محبوب دیزنی است که عمدتاً مرتبط با پرنسس دیزنی است.
دیسک اول شامل ۲۶ ترانه است که از فیلم‌ها هستند یا در اصل برای فرانچایز پرنسس دیزنی تولید شده‌اند. دیسک دوم از نسخه‌های سازی ۱۴ ترانه منتخب تشکیل شده‌است. این مجموعه همچنین دارای یک «دیسک جایزه» سوم است که از ۱۶ نسخه بازخوانی مختلف از ترانه‌های منتخب توسط هنرمندان مختلفی مانند آلی و ای‌جی و کریستی کارلسون رومانو تشکیل شده‌است که برخی از آنها از خط سی‌دی‌های دیزنی مانیا نشات می‌گیرند.
این آلبوم در ۱۸ سپتامبر ۲۰۰۶ در بریتانیا از طریق ئی‌ام‌آی و والت دیزنی رکوردز منتشر شد.

## فهرست ترانه‌ها

### دیسک یک
1. «دنیای کاملاً جدید» - برد کین و لی سالونگا (از علاءالدین)
2. «بازتاب» - لی سالونگا (از مولان)
3. «بخشی از دنیای تو» - جودی بنسون (از پری دریایی کوچولو)
4. «رؤیا آرزویی است که قلبت را می‌سازد» - آیلین وودز (از سیندرلا)
5. «دیو و دلبر» - آنجلا لنسبوری (از دیو و دلبر)
6. «آیا امشب عشق را می‌توانی احساس کنی» - کریستل ادواردز، جوزف ویلیامز، سالی دوورسکی، ناتان لین و ارنی سابلا (از شیر شاه)
7. «روزی روزگاری رؤیا» - مری کاستا (از زیبای خفته)
8. «آرزو دارم/ یک ترانه» - آدریانا کاسلوتی و هری استاکول (از سفیدبرفی و هفت کوتوله)
9. «دختر را ببوس» - ساموئل رایت (از پری دریایی کوچولو)
10. «من نمی‌گویم (من عاشق هستم)» - سوزان ایگن (از هرکول)
11. «رنگ‌های باد» - جودی کوهن (از پوکاهانتس)
12. «اگر می‌توانی رؤیا کنی» - سوزان استیونز لوگان، کریستی هاوزر، جودی بنسون، پیج اوهارا، لی سالونگا و جودی کوهن
13. «او یک ولگرد است» - پگی لی (از بانو و ولگرد)
14. «برای یک لحظه» - تارا استرانگ و جودی بنسون (از پری دریایی کوچولو ۲: بازگشت به دریا)
15. «عشق را فراموش کن» - گیلبرت گاتفرید و لیز کالاوی (از بازگشت جعفر)
16. «یک قاشق شکر» - جولی اندروز (از مری پاپینز)
17. «روزی شاهزاده من خواهد آمد» - آدریانا کازلوتی (از سفیدبرفی و هفت کوتوله)
18. «پس این عشق است» - ایلین وودز و مایک داگلاس (از سیندرلا)
19. «در اطراف رودخانه» - جودی کوهن (از پوکاهانتس)
20. «هر دختری می‌تواند یک پرنسس باشد» - سوزان ایگن
21. «من در شگفتم» - مری کاستا (از زیبای خفته)
22. «با یک لبخند و یک ترانه» - آدریانا کاسلوتی (از سفیدبرفی و هفت کوتوله)
23. «چیزی آنجاست» - پیج اوهارا، آنجلا لنسبوری، رابی بنسون و دیوید اوگدن استایرس (از دیو و دلبر)
24. «در انتظار شاهزاده من» - لسلی فرنچ
25. براد کین و لیز کالاوی (از علاءالدین و شاه دزدان)
26. «مثل سایر دختران» - جودی کوهن، ساندرا اوه، لوسی لیو و لورن تام (از مولان ۲)

### دیسک دو
1. «دنیای کاملاً جدید» (بی‌کلام)
2. «بازتاب» (بی‌کلام)
3. «بخشی از دنیای تو» (بی‌کلام)
4. «رؤیا آرزویی است که قلبت را می‌سازد» (بی‌کلام)
5. «دیو و دلبر (سازنده)"
6. «آیا می‌توانی امشب عشق را احساس کنی» (بی‌کلام)
7. «روزی روزگاری رؤیا» (بی‌کلام)
8. «دختر را ببوس» (سازنده)
9. «نخواهم گفت که عاشق هستم» (بی‌کلام)
10. «رنگ‌های باد» (بی‌کلام)
11. «او یک ولگرد» (بی‌کلام)
12. «یک قاشق شکر» (بی‌کلام)
13. «پس این عشق است» (بی‌کلام)
14. «در اطراف رودخانه» (بی‌کلام)

### دیسک جایزه
1. «بازتاب (ریمیکس)» - کریستینا آگیلرا
2. «بخشی از دنیای تو» - اسکای سویت‌نام
3. «رؤیایی آرزویی است که قلبت را می‌سازد» - راون سایمون، الیسون میچالکا، آنالیزا ون‌در پل، اشلی تیزدیل، ایمی بروکنر، کیلا پرت، برندا سونگ، کول اسپراوس، دیلن اسپراوس، اورلندو براون و ریکی آلمن
4. «دختر را ببوس» - پیتر آندره
5. «من نمی‌گویم (من عاشق هستم) - دختران چیتا
6. «رنگ‌های باد» - کریستی کارلسون رومانو
7. «اگر می‌توانی رؤیا کنی» - اشلی گیرینگ
8. (من می‌خواهم باشم) مانند سایر دختران - اتمیک کیتن
9. «اگر هرگز تو را نمی‌شناختم» - دختران چیتا
10. «زیر دریا» - راون سایمون
11. «زیپ-اِ-دی-دو-دا» - آلی و آ. جی
12. «صادق به قلبت - راون سایمون و برندا سانگ
13. «ترانهٔ گربه سیامی» - هیلاری داف و هایلی داف
14. «دیو و دلبر» - جامپ ۵
15. «وقتی روی یک ستاره آرزو می‌کنی» - جسی مک‌کارتنی